# Rosalba Neri
Rosalba Neri (Forli, 19 juni 1939) is een Italiaanse actrice.

## Levensloop en carrière
Neri maakte haar debuut 1956. In 1958 speelde ze in Mogli pericolose, een komedie van Luigi Comencini en in 1960 in Roberto Rossellini's oorlogsdrama Era notte a Roma. In datzelfde jaar verscheen ze in de sandalenfilm Esther and the King. 
In de jaren 60 verscheen ze in verscheidene spaghettiwesterns zoals Arizona Colt en Johnny Yuma.
Met het opkomen van de seksuele revolutie verscheen Neri vanaf eind jaren 60 in erotische films van het genre commedia sexy all'italiana, zoals Top Sensation (1969).

## Filmografie (selectie)
- 1958 - Mogli pericolose (Luigi Comencini)
- 1960 - Era notte a Roma (Roberto Rossellini)
- 1960 - Esther and the King (Raoul Walsh)
- 1961 - Il relitto (Michael Cacoyannis)
- 1962 - I Due della Legione (Lucio Fulci)
- 1963 - Ercole contro Moloch
- 1964 - Il Dominatore del Deserto
- 1965 - Kindar l’invulnerabile
- 1964 - Sansone contro il corsaro nero
- 1965 - I Grandi Condottieri
- 1966 - Dinamite Jim
- 1966 - Arizona Colt
- I Giorni della Violenza (1967)
- 1966 - Johnny Yuma
- 1969 - Top Sensation
- 1969 - The Castle of Fu Manchu (Jesus Franco)
- 1969 - Marquis de Sade: Justine (Jesus Franco)
- 1971 - La bestia uccide a sangue freddo (Fernando Di Leo)
- 1972 - Due maschi per Alexa
- 1971 - Lady Frankenstein
- Amuck! (1972)
- 1972 - L'Amante del demonio
- The French Sex Murders (1972)
- 1972 - Il Sorriso della Iena
- 1972 - Big Guns (Duccio Tessari)
- 1973 - Il Plenilunio delle Vergini (1973)
- And They Smelled the Strange, Exciting, Dangerous Scent of Dollars (1973)
- The Arena (1974)
- Blood River (1974)